# Paride Ferrari
Paride Ferrari (Verona, 26 novembre 1891 – Desio, 4 settembre 1955) è stato un ciclista su strada italiano.
Professionista tra il 1915 ed il 1923, ottenne il secondo posto al Giro di Lombardia del 1915 dietro Gaetano Belloni correndo da dilettante. Si classificò al settimo posto finale nel Giro d'Italia 1922.

## Piazzamenti

### Grandi giri
- Giro d'Italia

1920: ritirato (6ª tappa)
1922: 7º
1923: ritirato (4ª tappa)

### Classiche monumento
- Milano-Sanremo

1920: 16º
1922: 12º
- Giro di Lombardia

1915: 2º
1920: 17º
1922: 18º